# Philippe Barbarin
Philippe Xavier Christian Ignace Marie Barbarin (ur. 17 października 1950 w Rabacie) – francuski duchowny rzymskokatolicki, doktor filozofii, biskup diecezjalny Moulins w latach 1998–2002, arcybiskup metropolita Lyonu i tym samym prymas Galii w latach 2002–2020, kardynał prezbiter od 2003, od 2020 arcybiskup senior archidiecezji lyońskiej.

## Życiorys
Studiował m.in. na kilku uczelniach paryskich – w seminarium duchownym, na Sorbonie, w Instytucie Katolickim. Obronił doktorat z filozofii i licencjat z teologii. 17 grudnia 1977 przyjął święcenia kapłańskie (z rąk biskupa Créteil Roberta de Provenchèresa) i został inkardynowany do diecezji Créteil; pełnił tam funkcje duszpasterskie (m.in. w szkolnictwie) oraz wykładał w seminariach. Później pracował na Madagaskarze.
W październiku 1998 został mianowany biskupem Moulins, a święceń biskupich udzielił mu arcybiskup Fianarantsoa (Madagaskar) Philibert Randriambololona 22 listopada 1998. 16 lipca 2002 został przeniesiony na arcybiskupstwo Lyonu. W październiku 2003 odebrał z rąk Jana Pawła II nominację kardynalską, z tytułem prezbitera Kościół Trinità dei Monti.
Uczestnik konklawe 2005 , konklawe 2013 oraz konklawe 2025 roku.

### Oskarżenia o tuszowanie przypadków pedofilii i wyrok uniewinniający
Kardynał Philippe Barbarin został oskarżony o niezgłoszenie wymiarowi sprawiedliwości przypadków nadużyć seksualnych popełnionych przez ks. Bernarda Preynata z archidiecezji liońskiej w latach 1986–1991 wobec nieletnich skautów, o czym Kościół katolicki wiedział od 1991 roku. Oskarżycielami jest 10 ofiar ks. Preynata, który od pełnienia posługi został odsunięty w sierpniu 2015 roku. Ks. Jérome Billioud, który przyznał się do popełniania czynów pedofilskich pełnił posługę jeszcze w marcu 2016. Dwa dochodzenia prowadzone przez prokuraturę w latach 2016–2017, które zakończyły się umorzeniem nie zakończyły sprawy. Kilkukrotnie przekładana rozprawa w sądzie poprawczym odbyła się w dniach 7 do 9 stycznia 2019 roku. W trakcie procesu kardynał Barbarin nie przyznał się do stawianych mu zarzutów tuszowania spraw pedofilii.
Wyrok w tej sprawie zapadł 7 marca 2019 roku. Kardynał został uznany winnym i skazany na 6 miesięcy więzienia w zawieszeniu. 18 marca 2019, podczas wizyty w Watykanie złożył rezygnację z obowiązków arcybiskupa metropolity lyońskiego, której papież Franciszek nie przyjął, oczekując wyniku procesu apelacyjnego, w międzyczasie zalecając mu „podjęcie decyzji, która wydawała się najlepsza dla diecezji lyońskiej”. Barbarin zadecydował o odstąpieniu i przekazanie władzy nad diecezją dotychczasowemu wikariuszowi generalnemu Yves’owi Baumgartenowi. 24 czerwca 2019 papież Franciszek mianował administratorem apostolskim sede plena diecezji lyońskiej Michela Dubosta, emerytowanego biskupa diecezji Évry-Corbeil-Essonnes, który będzie zarządzął diecezją na czas nieobecności kardynała. 31 stycznia 2020 sąd apelacyjny uznał, że duchowny jest niewinny i ciąży na nim niesprawiedliwy wyrok.
Po uniewinniającym wyroku sądu apelacyjnego podtrzymał swoją decyzję o rezygnacji z urzędu metropolity, oddając się do dyspozycji papieża. 6 marca 2020 papież Franciszek przyjął jego rezygnację z obowiązków arcybiskupa metropolity lyońskiego.

## Phillipe Barbarin w filmie
- Kardynał Barbarin został pokazany w filmie fabularnym prod. francusko-belgijskiej „Dzięki Bogu” (Grâce à Dieu) w reżyserii i wg scenariusza François Ozona. Kardynała Barbarina zagrał François Mathouret[15].